# Långås
Långås is een plaats in de gemeente Falkenberg in het landschap Halland en de provincie Hallands län. De plaats heeft 516 inwoners (2005) en een oppervlakte van 68 hectare.